# Karumandi Chellipalayam
Karumandi Chellipalayam é uma panchayat (vila) no distrito de Erode, no estado indiano de Tamil Nadu.

## Demografia
Segundo o censo de 2001,  Karumandi Chellipalayam  tinha uma população de 20,143 habitantes. Os indivíduos do sexo masculino constituem 49% da população e os do sexo feminino 51%. Karumandi Chellipalayam tem uma taxa de literacia de 69%, superior à média nacional de 59.5%: a literacia no sexo masculino é de 75% e no sexo feminino é de 63%. Em Karumandi Chellipalayam, 9% da população está abaixo dos 6 anos de idade.